# Citizen Jake
Pour plus de détails, voir Fiche technique et Distribution.
Citizen Jake est un film philippin réalisé par Mike De Leon, sorti en 2018.

## Synopsis
Jake Herrera, journaliste, enquête sur le meurtre d'une étudiante.

## Fiche technique
Sauf indication contraire, les informations mentionnées dans cette section peuvent être confirmées par la base de données cinématographiques IMDb,  présente dans la section « Liens externes ».
- Titre français : Citizen Jake
- Réalisation : Mike De Leon
- Scénario : Mike De Leon, Atom Araullo et Noel Pascual
- Photographie : Dix Buhay
- Montage : Gerone Centeno et Tom Estrera
- Musique : Nonong Buencamino
- Pays d'origine : Philippines
- Format : Couleurs - 35 mm
- Genre : drame
- Durée : 137 minutes
- Date de sortie :
  - Philippines : 23 mai 2018

## Distribution
- Atom Araullo : Jake Herrera
- Cherie Gil : Patricia Medina
- Gabby Eigenmann : Roxie Herrera
- Adrian Alandy : Jonie
- Max Collins : Mandy
- Nonie Buencamino : le juge
- Teroy Guzman : Jacobo Herrera Sr.